# Consorte del Primo ministro del Regno Unito
Il consorte del primo ministro del Regno Unito è la moglie o il marito del primo ministro del Regno Unito. Fino ad oggi ci sono state 44 donne e tre uomini. Il Regno Unito ha avuto anche quattro scapoli e vari vedovi durante la loro carica come primi ministri. Il terzo duca di Grafton e l'ex-primo ministro, Boris Johnson, sono gli unici primi ministri britannici che abbiano divorziato e si siano risposati durante la loro carica.
L’attuale consorte è Victoria Starmer, moglie di Keir Starmer.

## Ruolo e compiti
Il ruolo del consorte del primo ministro non ha una sede ufficiale e come tale non gli viene dato un salario o incarichi d'ufficio. Alcuni consorti, come Norma Major, scelsero di rimanere in disparte, ma con il passare del tempo la posizione si è evoluta e altri come Cherie Blair, guadagnarono l'attenzione del pubblico attraverso le proprie carriere e realizzazioni indipendenti. 

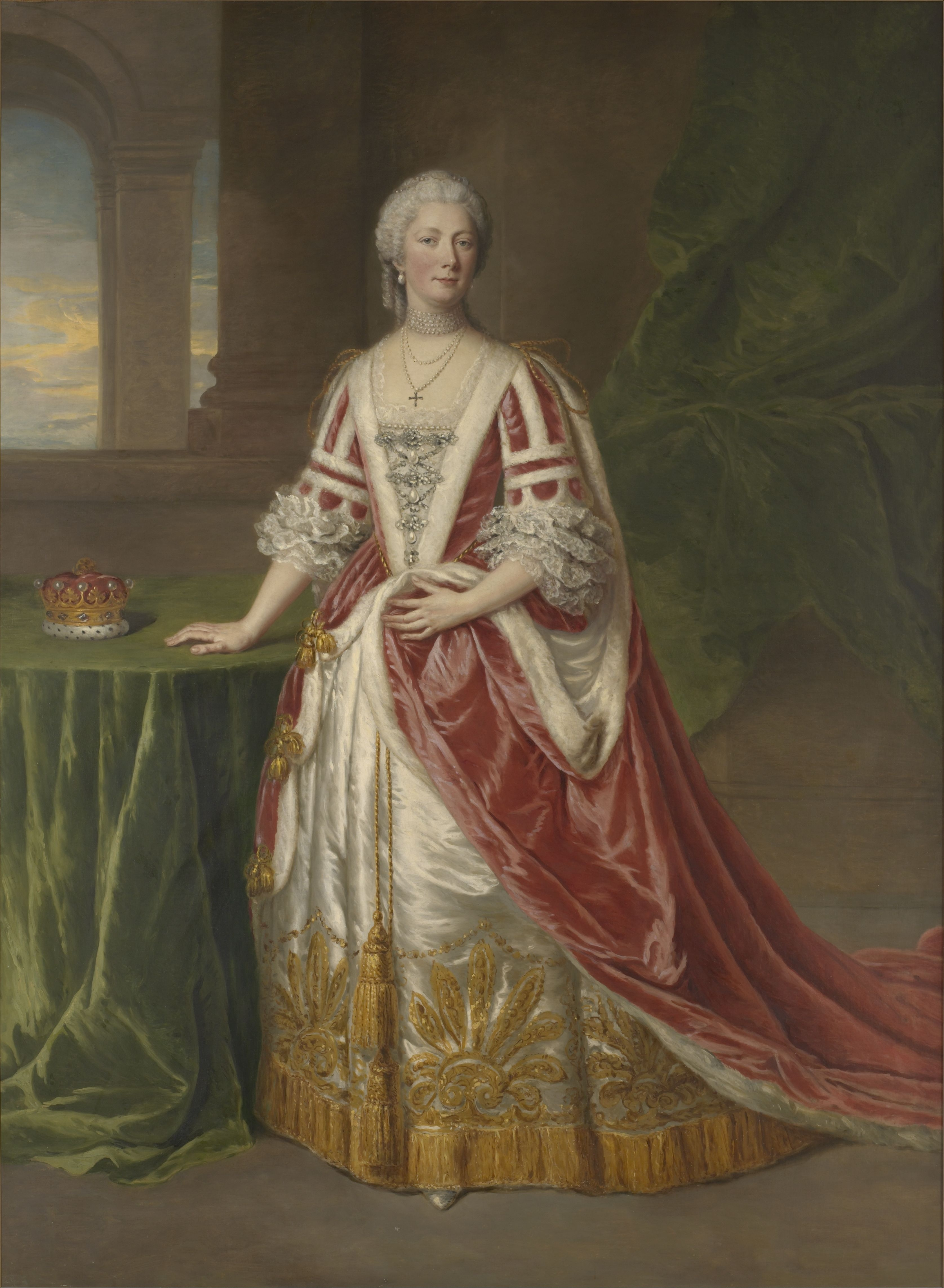
Hester Grenville, moglie di William Pitt, I conte di Chatham.

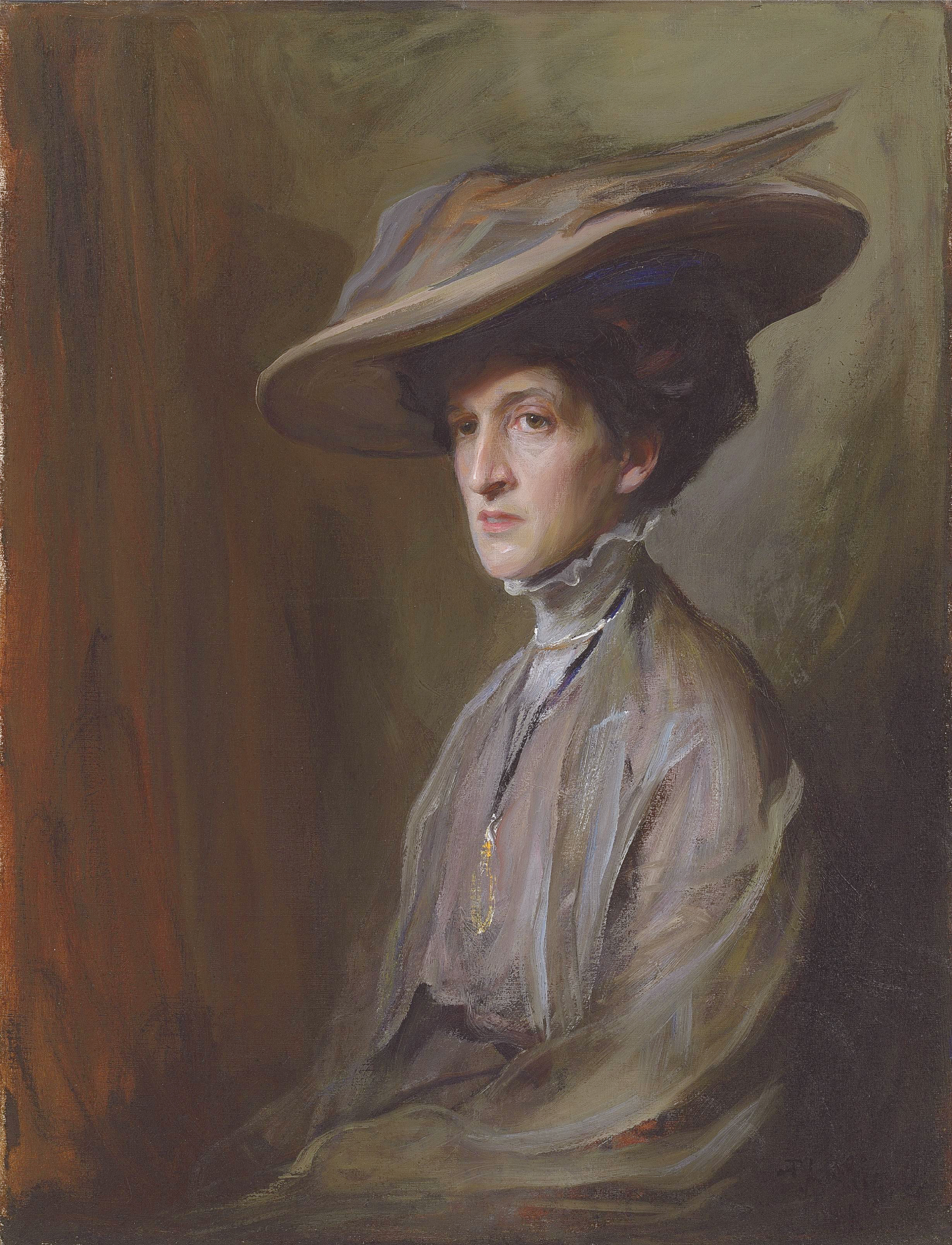
Margot Tennant, moglie di Herbert Asquith.

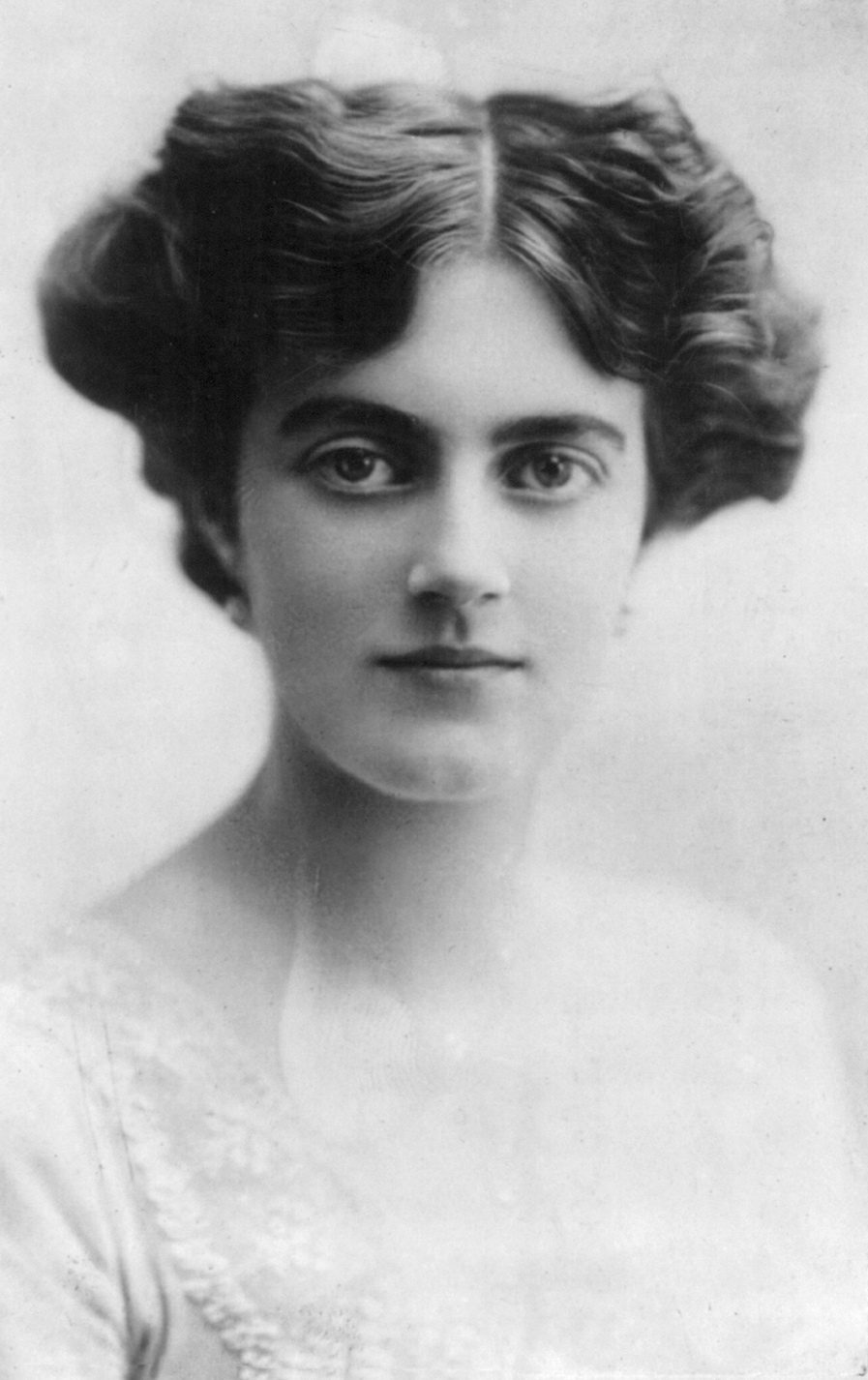
Clementine Hozier, moglie di Sir Winston Churchill.

Il suo ruolo è quello di padrone di casa durante le visite di stato e funzioni cerimoniali. Samantha Sheffield organizzò una festa per celebrare il matrimonio del principe William e Catherine Middleton. La sua figura ha guadagnato molto l'attenzione dei media soprattutto per quanto riguarda la moda e per partecipare alle funzioni. 

## Elenco dei coniugi del primo ministro britannico
| Primo ministro                                      | Carica                           | Consorte                        | Note |
| --------------------------------------------------- | -------------------------------- | ------------------------------- | --- |
| Sir Robert Walpole                                  | 3 aprile 1721–20 agosto 1737     | Catherine Shorter               | Morì nel 1737. |
| Sir Robert Walpole                                  | 20 agosto 1737–3 marzo 1738      | nessuno                         | |
| Sir Robert Walpole                                  | 3 marzo 1738–4 giugno 1738       | Maria Skerritt                  | Morì di parto nel 1738. |
| Sir Robert Walpole                                  | 4 giugno 1738–11 febbraio 1742   | nessuno                         | |
| Spencer Compton, I conte di Wilmington              | 16 febbraio 1742–2 luglio 1743   | nessuno                         | Non si sposò mai. |
| Henry Pelham                                        | 27 agosto 1743–6 marzo 1754      | Lady Catherine Pelham           | |
| Thomas Pelham-Holles, I duca di Newcastle           | 16 marzo 1754–16 novembre 1756   | Henrietta Godolphin             | |
| William Cavendish, IV duca di Devonshire            | 16 novembre 1756–25 giugno 1757  | nessuno                         | la moglie del duca Charlotte Elizabeth Boyle, morì nel 1754.                                                                               |
| Thomas Pelham-Holles, I duca di Newcastle           | 2 luglio 1757–26 maggio 1762     | Henrietta Godolphin             | |
| John Stuart, III conte di Bute                      | 26 maggio 1762–16 aprile 1763    | Mary Wortley-Montagu            | |
| George Grenville                                    | 16 aprile 1763–13 luglio 1765    | Elizabeth Wyndham               | |
| Charles Watson-Wentworth, II marchese di Rockingham | 13 luglio 1765–30 luglio 1766    | Mary Bright                     | |
| William Pitt, I conte di Chatham                    | 30 luglio 1766–14 ottobre 1768   | Hester Grenville                | |
| Augustus Henry FitzRoy, III duca di Grafton         | 14 ottobre 1768–23 marzo 1769    | Anne Liddell                    | Divorziò nel 1769. |
| Augustus Henry FitzRoy, III duca di Grafton         | 23 marzo 1769–24 giugno 1769     | nessuno                         | |
| Augustus Henry FitzRoy, III duca di Grafton         | 24 giugno 1769–28 gennaio 1770   | Elizabeth Wrottesley            | |
| Lord North                                          | 28 gennaio 1770–22 marzo 1782    | Anne Speke                      | |
| Charles Watson-Wentworth, II marchese di Rockingham | 27 marzo 1782–1º luglio 1782     | Mary Bright                     | |
| William Petty, II conte di Shelburne                | 4 luglio 1782–2 aprile 1783      | Louisa FitzPatrick              | |
| William Cavendish-Bentinck, III duca di Portland    | 2 aprile–19 dicembre 1783        | Dorothy Cavendish               | |
| William Pitt il Giovane                             | 19 dicembre 1783–14 marzo 1801   | nessuno                         | Pitt non si sposò mai. |
| Henry Addington, I visconte Sidmouth                | 17 marzo 1801–10 maggio 1804     | Ursula Hammond                  | |
| William Pitt il Giovane                             | 10 maggio 1804–23 gennaio 1806   | nessuno                         | Pitt non si sposò mai. |
| William Grenville, I barone Grenville               | 11 febbraio 1806–31 marzo 1807   | Anne Pitt                       | |
| William Cavendish-Bentinck, III duca di Portland    | 31 marzo 1807–4 ottobre 1809     | Dorothy Cavendish               | |
| Spencer Perceval                                    | 4 ottobre 1809–11 maggio 1812    | Jane Wilson                     | |
| Robert Jenkinson, II conte di Liverpool             | 8 giugno 1812–9 aprile 1827      | Louisa Jenkinson                | |
| George Canning                                      | 10 aprile-8 agosto 1827          | Joan Scott                      | |
| Frederick John Robinson, I visconte Goderich        | 31 agosto 1827–21 gennaio 1828   | Sarah Hobart                    | |
| Arthur Wellesley, I duca di Wellington              | 22 gennaio 1828–16 novembre 1830 | Catherine Pakenham              | |
| Charles Grey, II conte Grey                         | 22 novembre 1830–9 luglio 1834   | Mary Elizabeth Ponsonby         | |
| William Lamb, II visconte Melbourne                 | 16 luglio–14 novembre 1834       | nessuno                         | la moglie, Lady Caroline Lamb, morì nel 1828.                                                                                              |
| Arthur Wellesley, I duca di Wellington              | 14 novembre–10 dicembre 1834     | nessuno                         | la moglie, Catherine Pakenham, morì nel 1831.                                                                                              |
| Robert Peel                                         | 10 dicembre 1834–8 aprile 1835   | Julia Floyd                     | |
| William Lamb, II visconte Melbourne                 | 18 aprile 1835–30 agosto 1841    | nessuno                         | la moglie, Lady Caroline Lamb, morì nel 1828.                                                                                              |
| Robert Peel                                         | 30 agosto 1841–29 giugno 1846    | Julia, Lady Peel                | |
| John Russell, I conte Russell                       | 30 giugno 1846–21 febbraio 1852  | Frances Elliot                  | |
| Edward Smith-Stanley, XIV conte di Derby            | 23 febbraio–17 dicembre 1852     | Emma Bootle-Wilbraham           | |
| George Hamilton-Gordon, IV conte di Aberdeen        | 19 dicembre 1852–30 gennaio 1855 | Catherine Hamilton              | |
| Henry Temple, III visconte Palmerston               | 6 febbraio 1855–19 febbraio 1858 | Emily Lamb                      | |
| Edward Smith-Stanley, XIV conte di Derby            | 20 febbraio 1858–11 giugno 1859  | Emma Bootle-Wilbraham           | |
| Henry Temple, III visconte Palmerston               | 12 giugno 1859–16 ottobre 1865   | Emily Lamb                      | |
| John Russell, I conte Russell                       | 29 ottobre 1865–26 giugno 1866   | Frances Elliot                  | |
| Edward Smith-Stanley, XIV conte di Derby            | 28 giugno 1866–25 febbraio 1868  | Emma Bootle-Wilbraham           | |
| Benjamin Disraeli                                   | 27 febbraio–1º dicembre 1868     | Mary Anne Evans                 | |
| William Ewart Gladstone                             | 3 dicembre 1868–17 febbraio 1874 | Catherine Glynne                | |
| The Earl of Beaconsfield                            | 20 febbraio 1874–21 aprile 1880  | nessuno                         | la moglie, Mary Anne Evans, morì nel 1872.                                                                                                 |
| William Ewart Gladstone                             | 23 aprile 1880–9 giugno 1885     | Catherine Glynne                | |
| Robert Gascoyne-Cecil, III marchese di Salisbury    | 23 giugno 1885–28 gennaio 1886   | Georgina Alderson               | |
| William Ewart Gladstone                             | 1º febbraio–20 luglio 1886       | Catherine Glynne                | |
| Robert Gascoyne-Cecil, III marchese di Salisbury    | 25 luglio 1886–11 agosto 1892    | Georgina Alderson               | |
| William Ewart Gladstone                             | 15 agosto 1892–2 marzo 1894      | Catherine Glynne                | |
| Archibald Primrose, V conte di Rosebery             | 5 marzo 1894–22 giugno 1895      | nessuno                         | la moglie, Hannah de Rothschild, morì nel 1890.                                                                                            |
| Robert Gascoyne-Cecil, III marchese di Salisbury    | 25 giugno 1895–20 novembre 1899  | Georgina Alderson               | |
| Robert Gascoyne-Cecil, III marchese di Salisbury    | 20 novembre 1899–11 luglio 1902  | nessuno                         | |
| Arthur Balfour                                      | 11 luglio 1902-5 dicembre 1905   | nessuno                         | non si sposò mai. |
| Henry Campbell-Bannerman                            | 5 dicembre 1905–30 agosto 1906   | Sarah Charlotte Bruce           | |
| Henry Campbell-Bannerman                            | 30 agosto 1906–3 aprile 1908     | nessuno                         | |
| H. H. Asquith                                       | 5 aprile 1908–5 dicembre 1916    | Margot Asquith                  | |
| David Lloyd George                                  | 6 dicembre 1916–19 ottobre 1922  | Margaret Owen                   | |
| Andrew Bonar Law                                    | 23 ottobre 1922–20 maggio 1923   | nessuno                         | la moglie, Annie Pitcairn Robley, morì nel 1909.                                                                                           |
| Stanley Baldwin                                     | 23 maggio 1923–16 gennaio 1924   | Lucy Jenks Ridsdale             | |
| Ramsay MacDonald                                    | 22 gennaio–4 novembre 1924       | nessuno                         | la moglie, Margaret Gladstone, morì nel 1911.                                                                                              |
| Stanley Baldwin                                     | 4 novembre 1924–5 giugno 1929    | Lucy Jenks Ridsdale             | |
| Ramsay MacDonald                                    | 5 giugno 1929–7 giugno 1935      | nessuno                         | la moglie, Margaret Gladstone, morì nel 1911.                                                                                              |
| Stanley Baldwin                                     | 7 giugno 1935–28 maggio 1937     | Lucy Jenks Ridsdale             | |
| Neville Chamberlain                                 | 28 maggio 1937–10 maggio 1940    | Anne de Vere Cole               | |
| Winston Churchill                                   | 10 maggio 1940–26 luglio 1945    | Clementine Hozier               | |
| Clement Attlee                                      | 26 luglio 1945–26 ottobre 1951   | Violet Millar                   | |
| Winston Churchill                                   | 26 ottobre 1951–7 aprile 1955    | Clementine Hozier               | |
| Sir Anthony Eden                                    | 6 aprile 1955–9 gennaio 1957     | Anne Clarissa Spencer-Churchill | |
| Harold Macmillan                                    | 11 gennaio 1957–19 ottobre 1963  | Dorothy Cavendish               | |
| Sir Alec Douglas-Home                               | 20 ottobre 1963–16 ottobre 1964  | Elizabeth Alington              | |
| Harold Wilson                                       | 16 ottobre 1964–19 giugno 1970   | Mary Wilson                     | |
| Edward Heath                                        | 19 giugno 1970–4 marzo 1974      | nessuno                         | non si sposò mai. |
| Harold Wilson                                       | 4 marzo 1974–5 aprile 1976       | Mary Wilson                     | |
| James Callaghan                                     | 5 aprile 1976–4 maggio 1979      | Audrey Moulton                  | |
| Margaret Thatcher                                   | 4 maggio 1979–28 novembre 1990   | Denis Thatcher                  | |
| John Major                                          | 28 novembre 1990–2 maggio 1997   | Norma Wagstaff                  | |
| Tony Blair                                          | 2 maggio 1997–27 giugno 2007     | Cherie Blair                    | |
| Gordon Brown                                        | 27 giugno 2007–11 maggio 2010    | Sarah Jane Macaulay             | |
| David Cameron                                       | 11 maggio 2010–13 luglio 2016    | Samantha Sheffield              | |
| Theresa May                                         | 13 luglio 2016–24 luglio 2019    | Philip May                      | |
| Boris Johnson                                       | 24 luglio 2019–6 settembre 2022  | Carrie Symonds                  | Ha divorziato dalla moglie Marina Wheeler durante il mandato, per poi risposarsi in una cerimonia privata il 29 maggio 2021 a Westminster. |
| Liz Truss                                           | 6 settembre 2022–25 ottobre 2022 | Hugh O'Leary                    | |
| Rishi Sunak                                         | 25 ottobre 2022–5 luglio 2024    | Akshata Murthy                  | |
| Keir Starmer                                        | 5 luglio 2024–in carica          | Victoria Starmer                | |